# Arnoseris
Arnoseris là một chi thực vật có hoa trong họ Cúc (Asteraceae).
Chi này được Joseph Gaertner thiết lập năm 1791, với 1 loài được ông mô tả là Arnoseris pusilla, dẫn chiếu tới Hieracium minimum của Carolus Clusius và dẫn chiếu tới mô tả của Carl Linnaeus trong Systema Vegetabilium (ấn bản 14, 1784) cho Hyoseris minima ("Hyoseris caule diviso nudo, peduncularis incrassatis"). Như thế A. pusilla là danh pháp không hợp lệ (nom. illeg.). Năm 1811, August Friedrich Schweigger và Franz Körte định danh lại cho loài là Arnoseris minima.

## Loài
Hiện tại, chi Arnoseris chỉ bao gồm 1 loài, là Arnoseris minima.